# Julius Rommelmann
Julius Rommelmann (* 1. Dezember 1996) ist ein deutscher Ruderer.

## Sportliche Karriere
Julius Rommelmann rudert für die RRG Mülheim. 2019 und 2021 war er mit dem Mixed-Doppelvierer Deutscher Meister.
Rommelmann startete 2021 und 2022 mit dem Doppelvierer im Ruder-Weltcup. 2024 trat der deutsche Doppelvierer in den drei Regatten des Weltcups in drei verschiedenen Besetzungen an, wobei nur Anton Finger und Max Appel immer dabei waren. Am 26. Juni 2024 wurden Appel, Finger, Tim Ole Naske, Julius Rommelmann und Moritz Wolff für die Olympischen Spiele nominiert, wobei erst später bekannt gegeben werden sollte, wer als Ersatzmann fungiert.
Julius Rommelmanns älterer Bruder Jonathan Rommelmann ist ein erfolgreicher Leichtgewichts-Ruderer.